# 海地经济
海地是西半球最穷的国家，亦是世界上最不发达的国家之一。联合国开发计划署的人类发展指数评价中，海地在177个国家中名列第153位。2004年，海地的GDP（按购买力计算）为120.5亿美元，排名第145位；人均GDP为1500美元，排名第159位。2004年海地通货膨胀率为22%，外债为14亿美元。
海地货币为古尔德（Gourde），缩写为HTG，一古尔德合100生丁。

## 經濟史
海地從法國政府在1804年獨立前，是世界上最富有和最有生產力的殖民地。獨立後海地在國際舞台上遭受孤立，让-皮埃尔·布瓦耶時期法国对海地提出了索赔要求，要求其赔偿独立战争期间没收的白人种植园。这一要求在1825年遭到拒绝，法国于是派遣了一支舰队来封锁伊斯帕尼奥拉岛，强索3000万美元的赔偿。布瓦耶最后同意支付1800万美元，但是海地无力支付，于是同法国展开谈判。谈判的最终结果是把赔款减为1200万美元，在30年内支付，每年支付40万美元。为了应付赔款，布瓦耶减少了政府开支，并在农村采取军事管理政策，以期维持农业生产。1883年，最終还完賠款。

## 農業

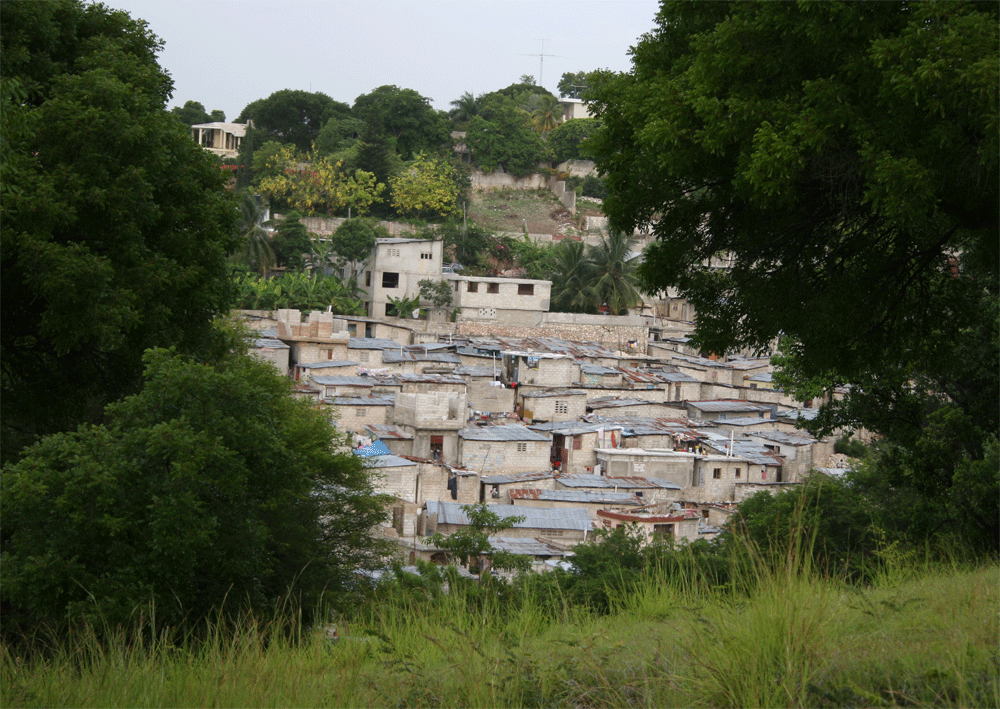
海地首都太子港的贫民区

1987年之前，海地國內生產的稻米仍能供應國內需求，海地人以稻米為主食，美國前總統柯林頓任內（1992～2000），柯林頓政府施壓海地政府調降美國稻米進口關稅從35％到3％，美國農業部補助下的美國稻米，竟佔海地民眾稻米年消費總量40萬公噸的4分之3。農業生產基礎完全被摧毀，柯林頓在聯合國駐海地特別大使任內因此道歉。
海地的经济以农业为主。大部分农民在自己拥有的小块土地上耕作，提供基本的口粮。不获利的小农场占全国耕地总数的70%。造成这种现象的原因是海地独立后将面积广大的甘蔗种植园拆分成小地产分配给黑人所致（1791年海地的糖出口量为74000吨，1825年跌至2吨，1960年为15000吨）。在1791-1802年海地黑人起义期间，北部干燥平原上的灌溉系统被黑人奴隶破坏，至19世纪初被彻底废弃，导致占海地人口50%的北海地人只能在占全国耕地总面积17%的耕地上生活。1915年-1934年美国占领期间，在海地北部建立了一些大农场，其面积占全国耕地的7%，但提供了海地全国30%的农业产量。
海地目前的主要粮食作物为玉米（种植面积约30万公顷）和高粱。北方有少量旱稻，阿蒂博尼特区有7万公顷的水稻田。木薯、甘薯、山药等块茎作物和香蕉仅供海地本国居民食用，并不出口。海地的主要经济作物是咖啡，其种植面积约14万公顷，其出口量在2.2万吨至4万吨之间浮动。次要的经济作物包括甘蔗和剑麻。2004年，海地的出口总额为3.38亿美元，最大的出口对象是美国（占海地出口总额的81.8%），其次是多米尼加和加拿大。粮食是海地最主要的进口商品，其次是纺织品和其他消费品。2004年海地的进口额为10.85亿美元，最大的进口国是美国（占海地进口总额的52.9%），其次是多米尼加、日本和德国。

## 工業

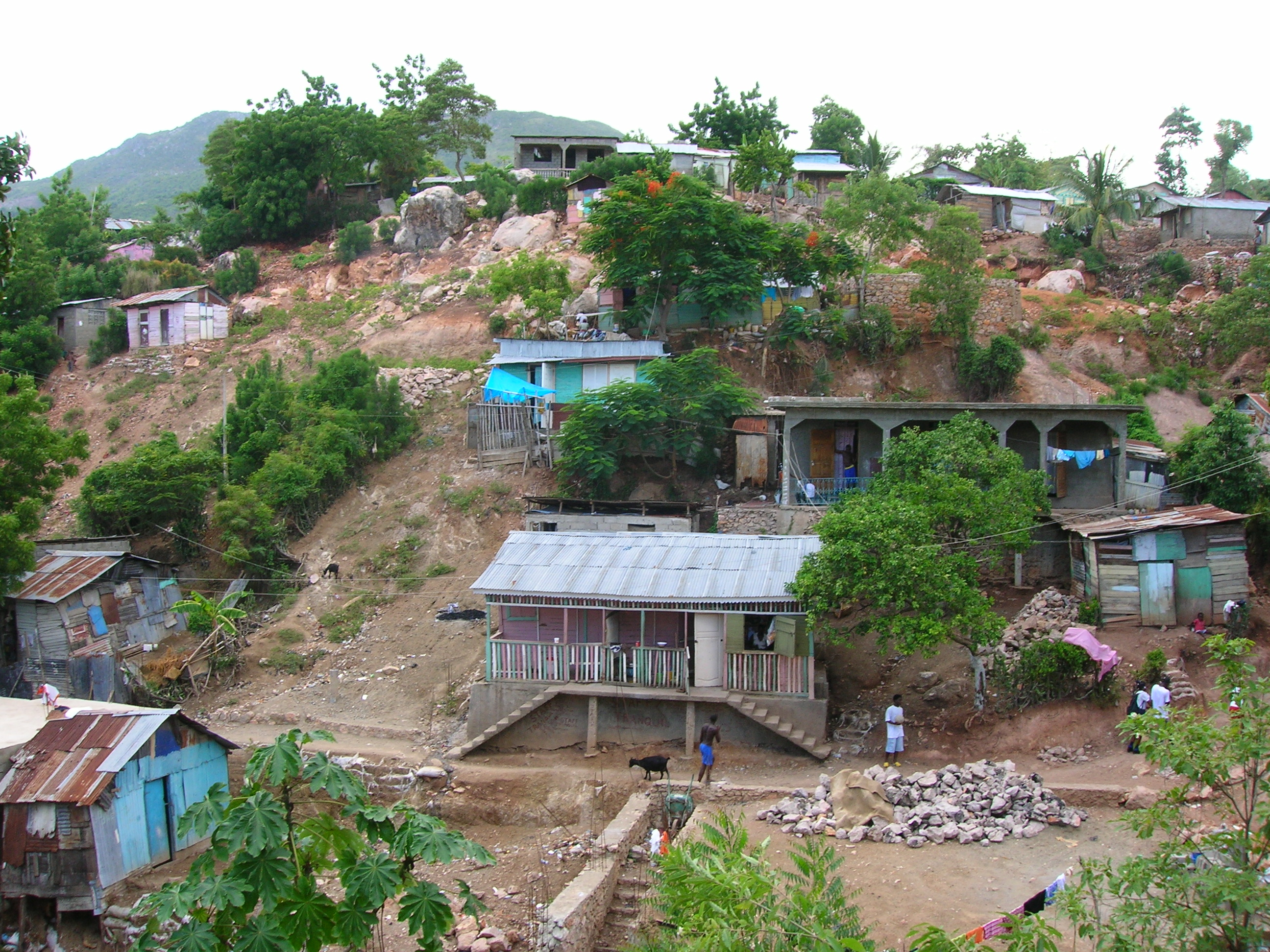
海地工寮

由于能源不足，海地的工业非常不发达。1960年代在阿蒂博尼特河谷建立了水力发电厂，首都太子港有水泥、麵粉、制鞋、纺织、肥皂、制药、饮料、植物油、塑料、家具、酿酒等小型消费工业，北部平原有剑麻加工厂，累凯平原的甘蔗种植区有糖厂。海地的失业率极高通常在60%上下，三分之二的工人没有固定的工作。

## 觀光業

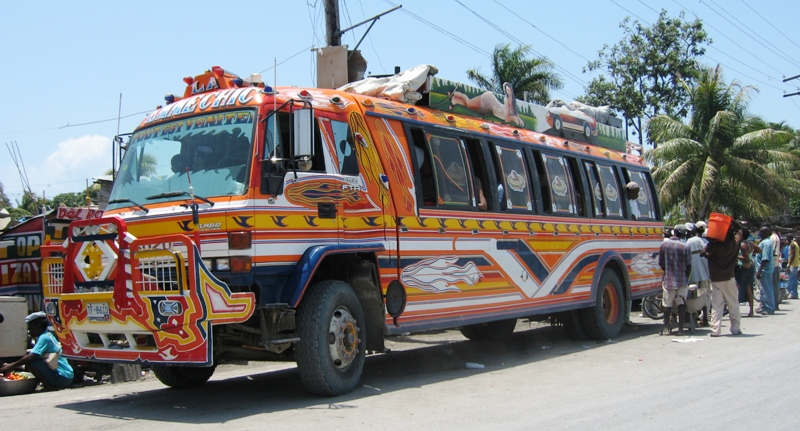
海地觀光巴士

海地政府曾致力于发展旅游业，并曾经设立了专门的旅游部。到1956年，海地的外国游客已经达6.6万人，主要是来自北美的游客，他们为海地政府带来了除咖啡出口外的第二大外汇收入（1961年为1000万美元）。1962年后，由于政治原因和愛滋病，来自外国的游客数量大大下降。

## 救濟
美国是海地最大的援助国，在1995财政年度至1999财政年度之间，美国向海地提供了8.84亿美元的援助，用于购买食品、农业发展、教师培训、计划生育和健康保障计划。美国和平队和其他民间慈善组织也向海地派出援助人员。国际货币基金组织和国际开发银行也向海地提供了财政援助。

## 外部連結
- Haiti's Economic Challenge U.S. Institute of Peace, July 2006
- False H.O.P.E. for Haiti A critical look at the United States' H.O.P.E. bill